# Ioan Simiti

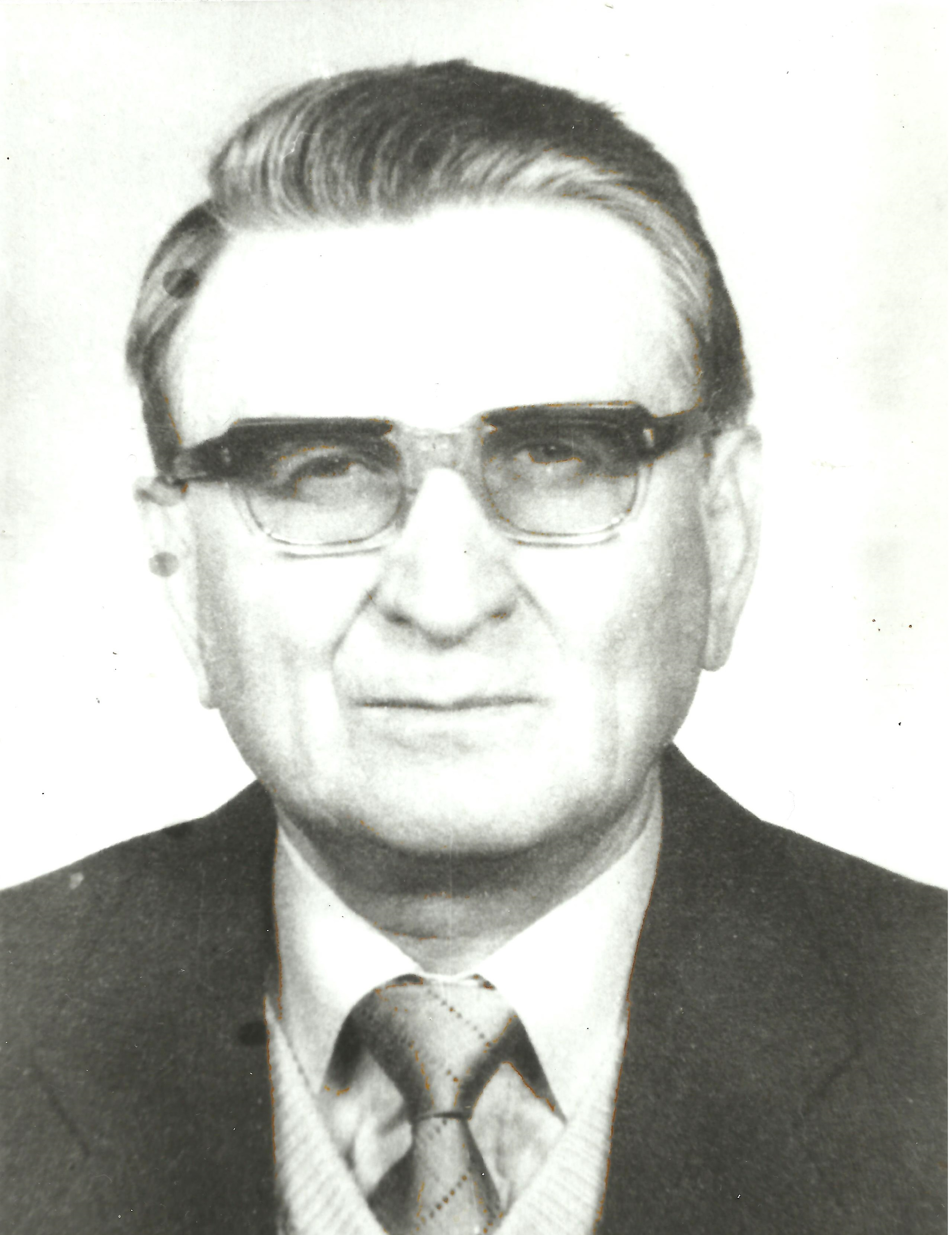

Ioan Simiti (n. 1 octombrie 1928, Cadrilaterul românesc – d. 10 septembrie 1997, Cluj-Napoca) a fost un Profesor universitar român, doctor docent în științe farmaceutice, doctor, membru titular al Academiei de Științe, membru al mai multor foruri internaționale.

## Biografie
S-a născut la 1 octombrie 1928 în Cadrilaterul românesc. Meglenoromân după ambii părinți Ioan Simiti a purtat cu mândrie această emblemă identitară întreaga lui viață. Se inscrie  în 1939 la liceul din Silistra (parte a României până în 1940). Din 1940 alege să trăiască împreună cu familia în România în Comuna Cerna, Tulcea (unde au fost strămutați în urma tratatului româno-bulgar de la Craiova din 1940). Continua studiile liceale la Călărași și Brăila și apoi absolvă Facultatea de Farmacie din cadrul Institutului de Medicină și Farmacie din Cluj.
În anul 1960 obține titlul de doctor în științe farmaceutice cu teza „Contribuțiuni la prepararea și reacțiile unor acizi tiofenolici și a derivanților lor”. Este pe rând șeful catedrei de chimie organică, decan al Facultății de Farmacie, prorector didactic al Institutului de Medicină și Farmacie. A fost membru al mai multor foruri academice din țară și din străinătate. A publicat peste 130 de studii și articole in țară și în străinătate.
A semnat împreună cu alți oameni de știință câteva invenții și inovații : Prepararea sub formă de pulberea mediului Wilson-Blaire, Derivați de feniltiazoli și procedeu de obținere a acestora.
A participat la conferințe și congrese naționale și internaționale de chimie și farmacie. A primit numeroase premii și distincții și este menționat în multe enciclopedii și dicționare .
În 2001 primește titlul de Cetățean de onoare post-mortem al localității Cerna . Cu acest prilej, autoritățile locale au dezvelit pe peretele casei părintești, o placă comemorativă.

## Distincții
- Ordinul Muncii clasa a II-a (26 iunie 1969) „în semn de prețuire a personalului didactic pentru activitatea meritorie în domeniul instruirii și educării elevilor și studenților și a contribuției aduse la dezvoltarea învățămîntului și culturii din patria noastră”[4]